# Orientocapsus zhangi
Orientocapsus zhangi – gatunek pluskwiaka z rodziny tasznikowatych i podrodziny Mirinae.
Gatunek ten opisany został w 1998 roku przez N. Lu i L.-Y. Zhenga jako Arbolygus difficilis. Jego redeskrypcji i przeniesienia do nowego rodzaju Orientocapsus dokonali T. Yasunaga i M.D. Schwartz.
Ciało podłużno-owalne, głównie brązowe z lekkim czerwonym podbarwieniem, u samców długości od 6,5 do 8,1 mm, a u samic od 6,9 do 7,3 mm. Głowa jasnobrązowa do brązowej, jedwabiście owłosiona, z delikatnie rowkowanym czołem i słabą bruzdą środkową na ciemieniu. Czułki ciemnobrązowe z jaśniejszymi dwoma początkowymi członami. Jasnobrązowy kołnierz jest wyraźnie owłosiony. Przedplecze ciemnobrązowe z jaśniejszym tyłem, równomiernie punktowane i równomiernie pokryte półwzniesionymi, jedwabistymi włoskami. Tarczka ciemnobrązowa z jaśniejszymi narożami. Pólpokrywy brązowe, gęsto pokryte półwzniesionym owłosieniem tej samej barwy oraz miejscami barwy srebrnej. Odwłok kasztanowobrązowy. Narządy rozrodcze samca o asymetrycznych paramerach: prawa jest skrócona, rozszerzona i ma nieco spłaszczoną hypophysis, zaś lewa ma wystający wierzchołkowo płat zmysłowy.
Pluskwiak znany z Nepalu i Tybetu.